# Paul Culpin
Paul Culpin (sinh ngày 8 tháng 2 năm 1962 ở Kirby Muxloe, Leicestershire) là một cựu cầu thủ bóng đá người Anh thi đấu ở vị trí tiền đạo cho Nuneaton Borough, Coventry City, Northampton Town, Peterborough United và Hereford United. Ông cũng thi đấu nước ngoài cho Grankulla IFK trong 3 mùa tại Finnish First Division.